# Ignazio Kung Pin-mei
Ignazio Kung Pin-mei, in cinese tradizionale: 龔品梅 (Pudong, 2 agosto 1901 – Stamford, 12 marzo 2000), è stato un cardinale e vescovo cattolico cinese.

## Biografia
Nacque a Pudong, Shanghai, il 2 agosto 1901.
Ordinato sacerdote nel 1930, fu ordinato vescovo di Suzhou nel 1949. Fu trasferito alla diocesi di Shanghai il 15 luglio 1950. Fu arrestato e imprigionato l'8 settembre 1955. Venne rilasciato solamente nel 1985, dopo 30 anni di carcere.
Papa Giovanni Paolo II lo elevò al rango di cardinale in pectore nel suo primo concistoro il 30 giugno 1979. Fu poi pubblicato nel concistoro del 28 giugno 1991.
È stato uno dei cardinali che ha celebrato la Messa tridentina dopo la Riforma liturgica.
Morì il 12 marzo 2000 all'età di 98 anni.

## Genealogia episcopale
La genealogia episcopale è:
- Cardinale Scipione Rebiba
- Cardinale Giulio Antonio Santori
- Cardinale Girolamo Bernerio, O.P.
- Arcivescovo Galeazzo Sanvitale
- Cardinale Ludovico Ludovisi
- Cardinale Luigi Caetani
- Cardinale Ulderico Carpegna
- Cardinale Paluzzo Paluzzi Altieri degli Albertoni
- Papa Benedetto XIII
- Papa Benedetto XIV
- Papa Clemente XIII
- Cardinale Marcantonio Colonna
- Cardinale Giacinto Sigismondo Gerdil, B.
- Cardinale Giulio Maria della Somaglia
- Cardinale Carlo Odescalchi, S.I.
- Cardinale Costantino Patrizi Naro
- Cardinale Serafino Vannutelli
- Cardinale Domenico Serafini, Cong. Subl. O.S.B.
- Cardinale Pietro Fumasoni Biondi
- Cardinale Antonio Riberi
- Cardinale Ignazio Kung Pin-mei